# والی جنینگز
والی جنینگز (انگلیسی: Wally Jennings; ۱ آوریل ۱۹۰۹ – ۴ نوامبر ۱۹۹۳) بازیکن فوتبال اهل بریتانیا بود.
از باشگاه‌هایی که در آن بازی کرده‌است می‌توان به باشگاه فوتبال چلتنهام تاون، باشگاه فوتبال بث سیتی، باشگاه فوتبال کاردیف سیتی، و باشگاه فوتبال بریستول سیتی اشاره کرد.